# August Smeyers
August "Gust" Smeyers (Geel, 23 december 1916 - Zuurbemde, 28 mei 2008) was een Belgische priester die gold als een autoriteit in de fruitteelt en onder meer de Goldstar-appel creëerde.
Smeyers werd in 1942 tot priester gewijd. In datzelfde jaar werd hij naar de Land- en Tuinbouwschool van Tienen gestuurd. Destijds volgde hij er les, maar hij hield er ook toezicht op leerlingen en gaf er nadien zelf ook les. In 1948 werd Smeyers directeur van de school en bleef dat tot in 1981.
Als autoriteit op het gebied van fruitteelt gaf hij voordrachten in heel het Hageland en experimenteerde volop met fruitrassen, met de Goldstar als bekendste creatie.